# Савельев, Евгений Иванович
Евгений Иванович Савельев — советский хозяйственный и политический деятель.

## Биография
Родился в 1919 году во Ржеве. Член КПСС.
Окончил ЛИИЖТ, Ставропольскую краевую партшколу, .
С 1942 года — на хозяйственной, общественной и политической работе.
Участник Великой Отечественной войны в составе 265-го отдельного пулеметного артиллерийского батальона Северного фронта, боец Красногвардейского укрепленного района
В 1942—1947 гг. — дежурный электротехник подстанции, инженер технического бюро на ж.-д. станциях Пятигорск и Тбилиси.
В 1947—1948 гг. — секретарь по агитации и пропаганде, первый секретарь Пятигорского горкома ВЛКСМ.
В 1948—1951 гг. — секретарь Ставропольского крайкома ВЛКСМ.
В 1953—1959 гг. — заместитель заведующего, заведующий промышленно-транспортным отделом, второй секретарь Ставропольского горкома КПСС.
В 1959—1962 гг. — председатель Ставропольского горисполкома.
В 1962—1967 гг. — председатель Ставропольского краевого комитета народного контроля.
В 1967—1985 гг. — председатель Ставропольского крайсовпрофа.
Делегат XXIV и XXV съездов КПСС.
Умер после 1985 года.